# SCImago Journal Rank

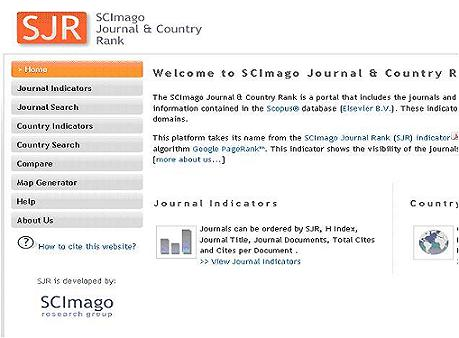
Captura de pantalla del Portal SCImago Journal & Country Rank

El indicador SCImago Journal Rank (sigla SJR) es una medida  de la influencia científica de las revistas académicas según el número de citas en otros medios y periódicos o revistas de importancia. El valor de medida es la referencia bibliográfica y el índice SJR de una revista es un valor numérico que indica el número medio de citas ponderadas recibidas durante un año seleccionado por documentos publicados en esa revista durante los tres años previos. Los valores más altos del índice SJR deben indicar un mayor prestigio del medio o revista/diario.
El indicador SJR es una variante de la medida de centralidad del vector propio usada en la teoría de redes. Tales medidas establecen la importancia de un nodo en una red con base en el principio de que las conexiones con los nodos de alta puntuación contribuyen más rápidamente el empuje del nodo. El indicador SJR fue desarrollado para ser usado en redes extremadamente grandes y heterogéneas de citas de diarios y periódicos. Es un indicador independiente del tamaño del medio o revista y sus valores ordenan los medios, periódicos y revistas por el "prestigio medio por artículo" y pueden ser usados para comparaciones de medios/periódicos en los procesos de evaluación científica. El indicador SJR es una medida de acceso gratuito que usa un algoritmo semejante al PageRank, su competidor
El indicador SJR suministra una alternativa al factor de impacto (FI) o de citas medias por documento en un periodo de 2 años, abreviado como "Cites per Doc. (2y)".

## Fundamentos
Si el impacto científico se considera relacionado al número de referencias en forma de citas, un medio o revista/periódico recibe entonces un determinado prestigio dependiendo de la combinación del número de referencias y del prestigio o importancia de los medios o periódicos que emiten dichas referencias. El indicador SJR atribuye valores diferentes a las citas, dependiendo de la importancia de los periódicos de donde ellos vienen. De esa forma, las citas provenientes de periódicos de gran importancia serán más valiosas y, por lo tanto, darán más prestigio a los periódicos que los reciben. El cálculo del indicador SJR es muy semejante al escore Eigenfactor, estando el primero basado en la base de datos Scopus y el segundo en la base de datos Web of Science.

## Computación
El cálculo del indicador SJR se realiza usando un algoritmo iterativo que distribuye valores de prestigio entre los periódicos hasta que una solución en estado estacionario sea alcanzada. El algoritmo SJR comienza definiendo una cantidad idéntica de prestigio para cada periódico y, usando un procedimiento iterativo, ese prestigio es redistribuido en un proceso en que los periódicos transfieren su prestigio alcanzado entre sí por medio de citaciones. El proceso termina cuando la diferencia entre los valores de prestigio del diario en iteraciones consecutivas no alcanza más un valor límite mínimo. El proceso es desarrollado en dos fases:
- a) el cálculo del Prestige SJR (PSJR) para cada periódico: una medida dependiente del tamaño que refleja todo el prestigio del periódico
- b) la normalización desala medida para obtener un tamaño independiente medida de prestigio, el indicador SJR.[4]